# تشارلز كامبل (سياسي)
تشارلز كامبل (بالإنجليزية: Charles Campbell)‏ هو مدافع عن الحقوق المدنية وسياسي أمريكي، ولد في 1918، وتوفي في 1986. انتخب عضو مجلس النواب في هاواي ‏.